# Oeconesus angustus
Oeconesus angustus är en nattsländeart som beskrevs av Ward 1997. Oeconesus angustus ingår i släktet Oeconesus och familjen Oeconesidae. Inga underarter finns listade i Catalogue of Life.